# Smithfield (Utah)
Smithfield város az USA Utah államában, Cache megyében. Lakosainak száma 13 571 fő (2020. április 1.). Smithfield Richmond és Hyde Park településekkel határos.

## Népesség
A település népességének változása:

| 2010 | 9 495  |
| 2020 | 13 571 |